# 鳥赤蛾
鳥翅蛾（学名：Dypterygia scabriuscula）是夜蛾科中的一個物種。 該物種分布于欧洲和古北界西部（安納托利亞和亞美尼亞）。該物種的翼展为32-37毫米。